# Jess Hall
Jess Hall (Birmingham, 16 marzo 1971) è un direttore della fotografia britannico.

## Carriera
Figlio del sociologo Stuart Hall e della storica Catherine Hall, Jess Hall ha studiato alla Saint Martin's School of Art di Londra e alla New York University. Durante gli anni di studio collaborò con il coreografo William Forsythe per il cortometraggio della BBC Solo, presentato poi nel 1997 al Whitney Museum of American Art. il suo film di diploma, intitolato The Whites of Their Eyes,  è stato acquistato dal George Eastman Museum.
Ha esordito al cinema nel 2003 come direttore della fotografia del film Stander - Poliziotto scomodo. Nel 2007 collabora con il regista Edgar Wright in Hot Fuzz e lavora ai film Son of Rambow - Il figlio di Rambo e Ritorno a Brideshead, per il quale viene nominato a un Satellite Award per la migliore fotografia. In seguito lavora a produzioni statunitensi come Due cuori e una provetta (2010), 30 Minutes or Less (2011), The Spectacular Now (2013) e Transcendence (2014). Nel 2017 cura la fotografia di Ghost in the Shell, tratto dall'omonimo manga di Masamune Shirow. Nel 2021 cura la fotografia della miniserie WandaVision.
È membro della American Society of Cinematographers e della British Society of Cinematographers e tiene corsi presso l'American Film Institute, la London Film School  e l'università di Londra.

## Filmografia

### Cinema
- Stander - Poliziotto scomodo (Stander), regia di Bronwen Hughes (2003)
- Son of Rambow - Il figlio di Rambo (Son of Rambow), regia di Garth Jennings (2007)
- Hot Fuzz, regia di Edgar Wright (2007)
- Don't!, episodio di Grindhouse, regia di Edgar Wright (2007)
- Ritorno a Brideshead (Brideshead Revisited), regia di Julian Jarrold (2008)
- Creation, regia di Jon Amiel (2009)
- Due cuori e una provetta (The Switch), regia di Will Speck e Josh Gordon (2010)
- 30 Minutes or Less, regia di Ruben Fleischer (2011)
- The Spectacular Now, regia di James Ponsoldt (2013)
- Transcendence, regia di Wally Pfister (2014)
- Ghost in the Shell, regia di Rupert Sanders (2017)
- Serenity - L'isola dell'inganno (Serenity), regia di Steven Knight (2019)
- Chevalier, regia di Stephen Williams (2022)
- I Fantastici Quattro - Gli inizi (The Fantastic Four: First Steps), regia di Matt Shakman (2025)

### Televisione
- WandaVision – miniserie TV, 9 puntate (2021)
- The Consultant – serie TV, episodio 1x01 (2023)
- Monarch: Legacy of Monsters – serie TV, episodi 1x01-1x02 (2023)